# 平頭鱒
平頭鱒，為輻鰭魚綱鮭形目鮭科的一種，被IUCN列為次級保育類動物。

## 分布
本魚分布於土耳其。

## 特徵
本魚體呈紡錘狀，略側扁，體呈紅褐色，背部顏色較深，體側具有紅色的細點，腹部銀白色，各鰭略呈淡紅褐色，尾鰭略凹入，背鰭具有紅色小斑點，體長可達33.6公分。

## 生態
本魚棲息在湖泊溪流中，屬肉食性，以無脊椎動物為食。

## 經濟利用
為食用魚，由於過度捕撈，導致族群瀕臨絕種。